# VII. Aszaf Dzsah nizám
Sir Oszmán Ali Khán, VII. Aszaf Dzsah VII (Urdu: آصف جاہ), születéskori nevén Oszmán Ali Khán Bahadur (1886. április 6. – 1967. február 24.) volt Haidarábád állam és Berar utolsó nizámja 1911 - 1948 között. Uralkodásának akkor szakadt vége, amikor a függetlenségét elnyerő indiai állam katonai erővel megszállta Haidarábádot és a köztársasághoz csatolta azt (Operation Polo). Uralkodói címe Legmagasabb Fensége, Haidarábád nizámja (His Exalted Highness The Nizam of Hyderabad) volt.
Uralkodása alatt a világ leggazdagabb emberének számított, magánvagyonát több, mint 2 milliárd USD-re becsülték az 1940-es években, ami megfelelt az amerikai gazdaság éves teljesítménye 2%-ának. India függetlenné válásakor az új állam éves bevételei nem érték el az 1 milliárd USD-t. Egy alkalommal, 1937-ben, az amerikai TIME magazin címlapján is szerepelt. Miután megfosztották trónjától, továbbra is Délkelet-Ázsia leggazdagabb emberének számított, bár magánvagyona halálára kb. 1 milliárd USD-re csökkent.

## Fiatalkora és neveltetése
Oszmán Ali Khán Bahadur 1886. április 6-án született a haidarábádi Purani Haveli palotában, Vi. Aszaf Dzsah második fiaként. 1887-ben meghalt bátyja és ő lett a trón örököse.
Helyzeténél fogva apja nagy figyelmet fordított neveltetésére, jeles tanítók segítségével sajátította el az angol, urdu és perzsa nyelvet. Az iszlám tanításait Hafiz Anwarullah Faruqi tanította neki.

## Házassága és családja
1906. április 14-én Oszmán Ali feleségül vette Dulhan Pasa Bégumot (1889–1955), Dzsahangir Dzsung naváb lányát. Ő volt hét hivatalos felesége közül az első, emellett 42 ágyasa is volt. Dulhan Pasa Bégum volt az anyja két legidősebb fiának, Azam Dzsahnak és Moazzam Dzsahnak. Második felesége Igbal Begum – Nazir Dzsung naváb (Nazir Beg Mirza) lánya – volt.
Legidősebb fia, Azam Dzsah feleségül vette Durru Sevárt, II. Abdul-Medzsid oszmán kalifa (és az Oszmán Birodalom utolsó szultánja) lányát. Másik fia, Moazzam Dzsah az oszmán birodalom hercegnőjét, Niloufert vette feleségül. A házasságokkal feltehetően az volt Oszmán Ali célja, hogy leszármazottai megszerezzék maguknak a kalifa címet.
Feleségeitől és ágyasaitól legalább 20 fia és 19 lánya született.

## Uralkodása

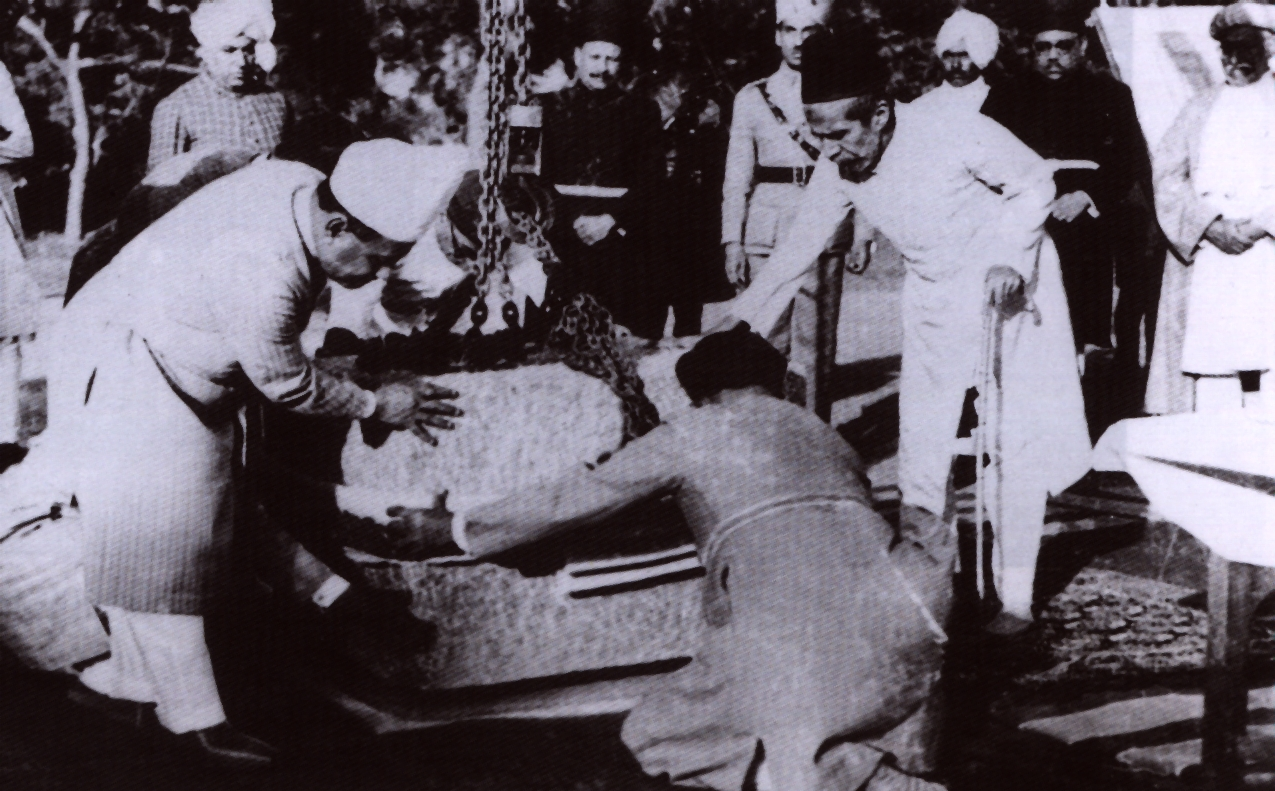
Az Unani Kórház alapkőletételekor, 1933-ban (balra)

Oszmán Ali apja halála után, 1911-ben kapta meg a Haidarábád nizámja címet (1911. szeptember 18-án foglalta el hivatalosan a trónt). Trónra lépése pillanatában Haidarábád volt a legnagyobb az India függetlenségét megelőzően létező hercegségek közül. Az állam területe nagyjából megegyezett az Egyesült Királyság területével (223 000 km²), lakosainak száma 1948-ban 16 millió volt. Haidarábád mindenkori uralkodója az indiai hercegek között a legmagasabb rangúnak számított: hivatalos alkalmakkor 21 ágyúlövéssel üdvözölték és a "nizám" címet viselhette. Az első világháború után, mivel saját vagyonával (közel 25 millió fonttal) is hozzájárult a brit háborús erőfeszítésekhez, megkapta a ("His Exalted Highness") és a "Brit Korona Hűséges Szövetségese" ("Faithful Ally of the British Crown") címeket.
Oszmán Ali hercegségének teljhatalmú uralkodója volt, mivel közvetlenül a brit uralkodó fennhatósága alá tartozott és belső kérdésekben nem korlátozták hatalmát. Hercegségében jóindulatú és felvilágosult uralkodónak számított, aki támogatta az oktatást, a tudományokat és a fejlődést. 37 éves uralkodása során bevezették az elektromosságot, vasutakat, utakat és repülőtereket építettek, a Nizamsagar tavat kikotorták és öntözőberendezéseket építettek ki a Tungabhadra folyó mentén.
1937-ben az amerikai Time magazin címlapján jelent meg, mint a világ leggazdagabb embere. Magánvagyona ekkor a becslések szerint elérte a 2 milliárd dollárt (az akkori amerikai GDP 2%-a, illetve a független India éves bevételeinek kétszerese). A vagyonát nem a földtulajdonból származó bevételek, hanem a bányajárulékok adták – hercegsége, elsősorban Ándhra Prades adta a 19. században a világ gyémánttermelésének túlnyomó többségét.
1941-ben Oszmán Ali saját bankot alapított Hyderabad State Bank néven és a hercegség központi bankjává fejlesztette ki: az oszmáni szikka, az állam hivatalos pénzének felügyelete is ide tartozott. Haidarábád volt ebben a korszakban az egyetlen indiai állam, amely nem az indiai rúpiát használta.
A napjainkban Haidarábád városban található jelentős középületek nagy részét uralkodása alatt építették, többek között az Oszmánia Kórházat, az Ándhra Prades Legfelsőbb Bíróságot, az Asafiya Könyvtárat, a városházát, a Haidarábád Múzeumot, a Nizamia Obszervatóriumot. Az állam bevételeinek közel 11%-át oktatásra fordította, iskolákat és főiskolákat alapított. Az általános iskolai oktatást kötelezővé és a szegények számára ingyenessé tette (habár az oktatás nyelve, a helyi nyelvek rovására, az urdu volt).
A második világháború alatt a Királyi Ausztrál Haditengerészet számára adományozott egy hadihajót, az N osztályú HMAS Nizamot.
13 éves kora után a Kothi Király Palotában lakott élete végéig, a nizámok hivatalos rezidenciáját, a Chowmahalla Palotát sosem vette birtokba.

## Trónfosztása
Amnikor a britek 1947-ben kivonultak az indiai szubkontinensről, vallási alapon felosztották gyarmatukat és létrehozták Indiát és Pakisztánt. A hercegségek lényegében szabadon választhattak, hogy melyik államhoz csatlakoznak, de a nizam ezt visszautasította és önálló államot képzelt el létrehozni a Brit Nemzetközösségen belül.
Az önállóságra vonatkozó javaslatát azonban a britek visszautasították, mire Oszmán Ali tárgyalásokat nyitott az indiai állammal hercegsége és az új köztársaság közötti kapcsolatok rendezése érdekében. Ugyanakkor titokban tárgyalásokat kezdett a pakisztáni kormánnyal is.
Mivel a hercegséget minden oldalról India vette körül és mivel alattvalóinak nagy többsége hindu volt, ezért az indiai kormány elhatározta, hogy erővel elfoglalja Haidarábádot. Az 1948-as Operation Polo során indiai csapatok hatoltak be Haidarábádba és 5 nap alatt leverték az ellenállást. A nizám lemondott trónjáról, cserébe megkapta a ceremoniális radzspramukh címet. Később az indiai kormány nyelvi határvonalak mentén felosztotta Haidarábádot és létrehozták Ándhra Prades, Mumbai (amit később tovább osztottak Mahárástra and Gudzsarát államokra) és Karnataka államokat.

## Külső hivatkozások
- VII. Aszaf Dzsah további képei
- A TIME cikke 1937-ből Archiválva 2007. május 24-i dátummal a Wayback Machine-ben
- Nizam's fabled jewels dazzle Delhi
- The Jacob Diamond of the Nizam
- Nizam's cabinet - a real whodunit Archiválva 2004. március 2-i dátummal a Wayback Machine-ben
- The enigma that was Mir Osman Ali Khan Archiválva 2013. február 7-i dátummal a Wayback Machine-ben
- Last days of last Nizam - Narendra Luther
- 1911 Encyclopedia
- The lost world Article by historian William Dalrymple, The Guardian - Dec' 2007

## További irodalom
- The Splendour of Hyderabad : The Last Phase of an Oriental Culture (1591-1948 A.D.) By M.A. Nayeem ISBN 81-85492-20-4
- The Nocturnal Court: The Life of a Prince of Hyderabad  By Sidq Jaisi
- Developments in Administration Under H.E.H. the Nizam VII By Shamim Aleem, M. A. Aleem
- Jewels of the Nizams (Hardcover) by Usha R. Krishnan (Author) ISBN 81-85832-15-3
- Fabulous Mogul: Nizam VII of Hyderabad By Dosoo Framjee Karaka Published 1955 D. Verschoyle, Original from the University of Michigan
- The Seventh Nizam: The Fallen Empire By Zubaida Yazdani, Mary Chrystal ISBN 0-9510819-0-X
- The Last Nizam: The Life and Times of Mir Osman Ali Khan By V.K. Bawa, Basant K. Bawa ISBN 0-670-83997-3
- The Seventh Nizam of Hyderabad: An Archival Appraisal By Sayyid Dā'ūd Ashraf
- Misrule of the Nizam By Raghavendra Rao
- Photographs of Lord Willingdon's visit to Hyderabad in the early 1930s By Raja Deen Dayal & Sons